# Bazinval
Bazinval est une commune française située dans le département de la Seine-Maritime en région Normandie.

## Géographie

### Description

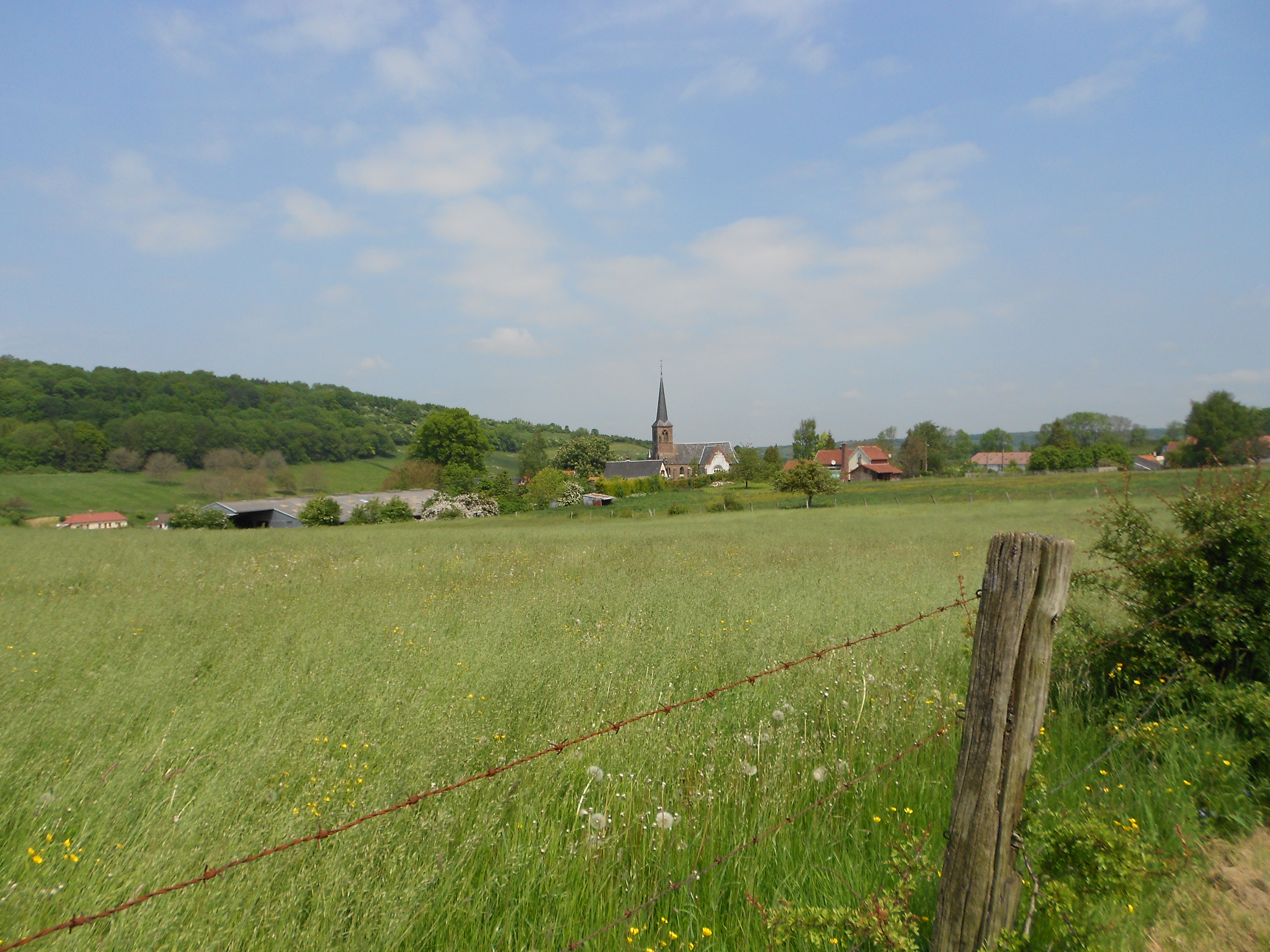
Paysage de la commune.

Situé entre Gamaches (80) et Blangy (76), Bazinval reste un des plus petits villages de ce canton avec environ 300 habitants.
Il est situé à 25 km de la Manche.

### Communes limitrophes
| Guerville | Guerville | Monchaux-Soreng |
| Guerville | Bazinval  | Monchaux-Soreng |
| Guerville | Guerville | Monchaux-Soreng |

### Hydrographie
La commune est située dans le bassin Seine-Normandie. Elle n'est drainée par aucun cours d'eau,.

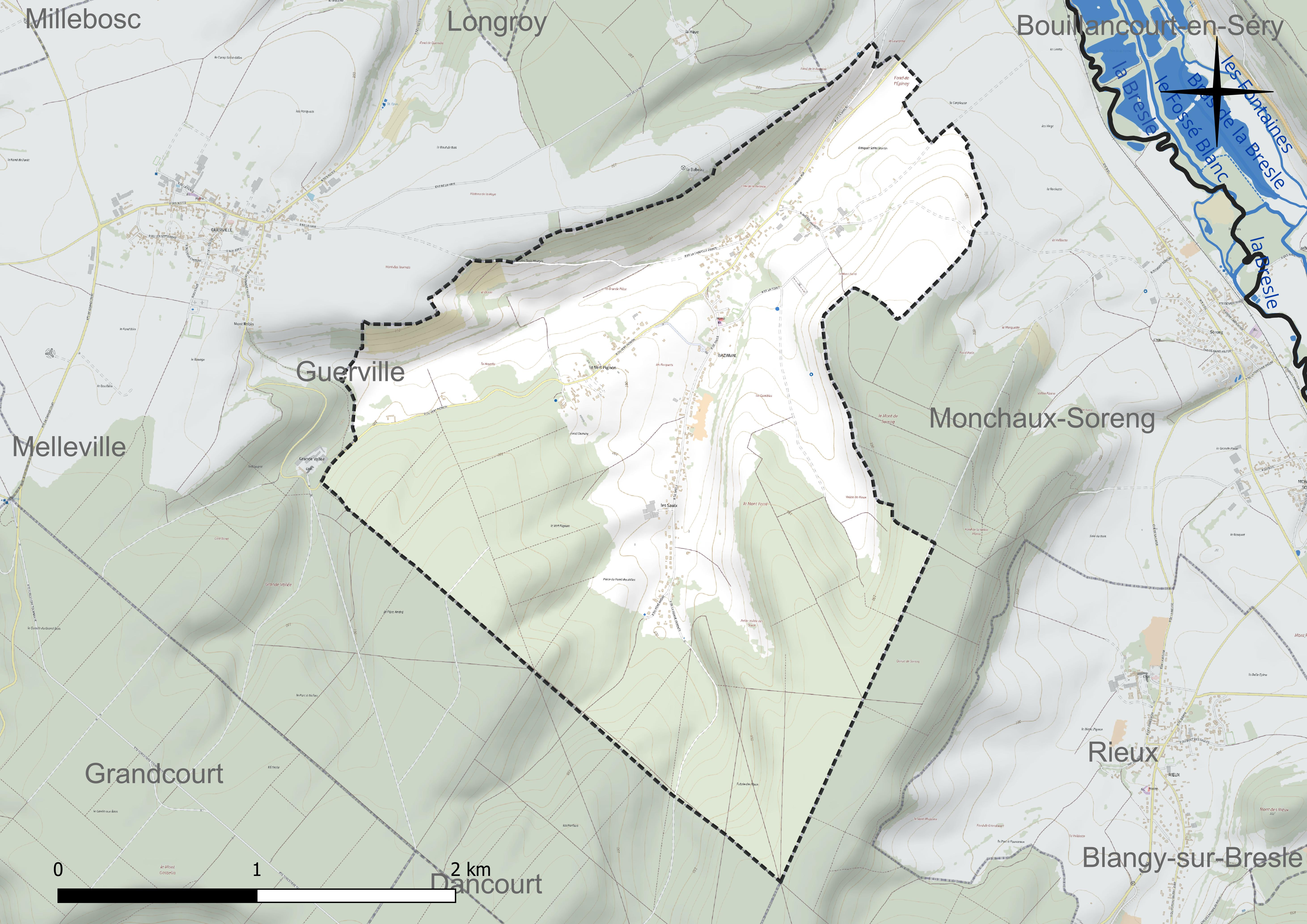
Réseau hydrographique de Bazinval.

### Climat
Pour des articles plus généraux, voir Climat de la Normandie et Climat de la Seine-Maritime.
En 2010, le climat de la commune est de type climat océanique franc, selon une étude du CNRS s'appuyant sur une série de données couvrant la période 1971-2000. En 2020, Météo-France publie une typologie des climats de la France métropolitaine dans laquelle la commune est exposée à un climat océanique et est dans la région climatique Côtes de la Manche orientale, caractérisée par un faible ensoleillement (1 550 h/an) ; forte humidité de l’air (plus de 20 h/jour avec humidité relative > 80 % en hiver), vents forts fréquents. Parallèlement le GIEC normand, un groupe régional d’experts sur le climat, différencie quant à lui, dans une étude de 2020, trois grands types de climats pour la région Normandie, nuancés à une échelle plus fine par les facteurs géographiques locaux. La commune est, selon ce zonage, exposée à un « climat maritime », correspondant au Pays de Caux, frais, humide et pluvieux, légèrement plus frais que dans le Cotentin.
Pour la période 1971-2000, la température annuelle moyenne est de 10,4 °C, avec une amplitude thermique annuelle de 13,2 °C. Le cumul annuel moyen de précipitations est de 776 mm, avec 13,1 jours de précipitations en janvier et 8,5 jours en juillet. Pour la période 1991-2020, la température moyenne annuelle observée sur la station météorologique la plus proche, située sur la commune d'Oisemont à 15 km à vol d'oiseau, est de 11,1 °C et le cumul annuel moyen de précipitations est de 801,4 mm,. Pour l'avenir, les paramètres climatiques de la commune estimés pour 2050 selon différents scénarios d’émission de gaz à effet de serre sont consultables sur un site dédié publié par Météo-France en novembre 2022.

## Urbanisme

### Typologie
Au 1er janvier 2024, Bazinval est catégorisée commune rurale à habitat dispersé, selon la nouvelle grille communale de densité à sept niveaux définie par l'Insee en 2022.
Elle est située hors unité urbaine et hors attraction des villes,.

### Occupation des sols
L'occupation des sols de la commune, telle qu'elle ressort de la base de données européenne d’occupation biophysique des sols Corine Land Cover (CLC), est marquée par l'importance des forêts et milieux semi-naturels (47,9 % en 2018), une proportion sensiblement équivalente à celle de 1990 (48,2 %). La répartition détaillée en 2018 est la suivante : 
forêts (47,9 %), prairies (30,4 %), terres arables (15,6 %), zones urbanisées (6,1 %). L'évolution de l’occupation des sols de la commune et de ses infrastructures peut être observée sur les différentes représentations cartographiques du territoire : la carte de Cassini (XVIIIe siècle), la carte d'état-major (1820-1866) et les cartes ou photos aériennes de l'IGN pour la période actuelle (1950 à aujourd'hui).

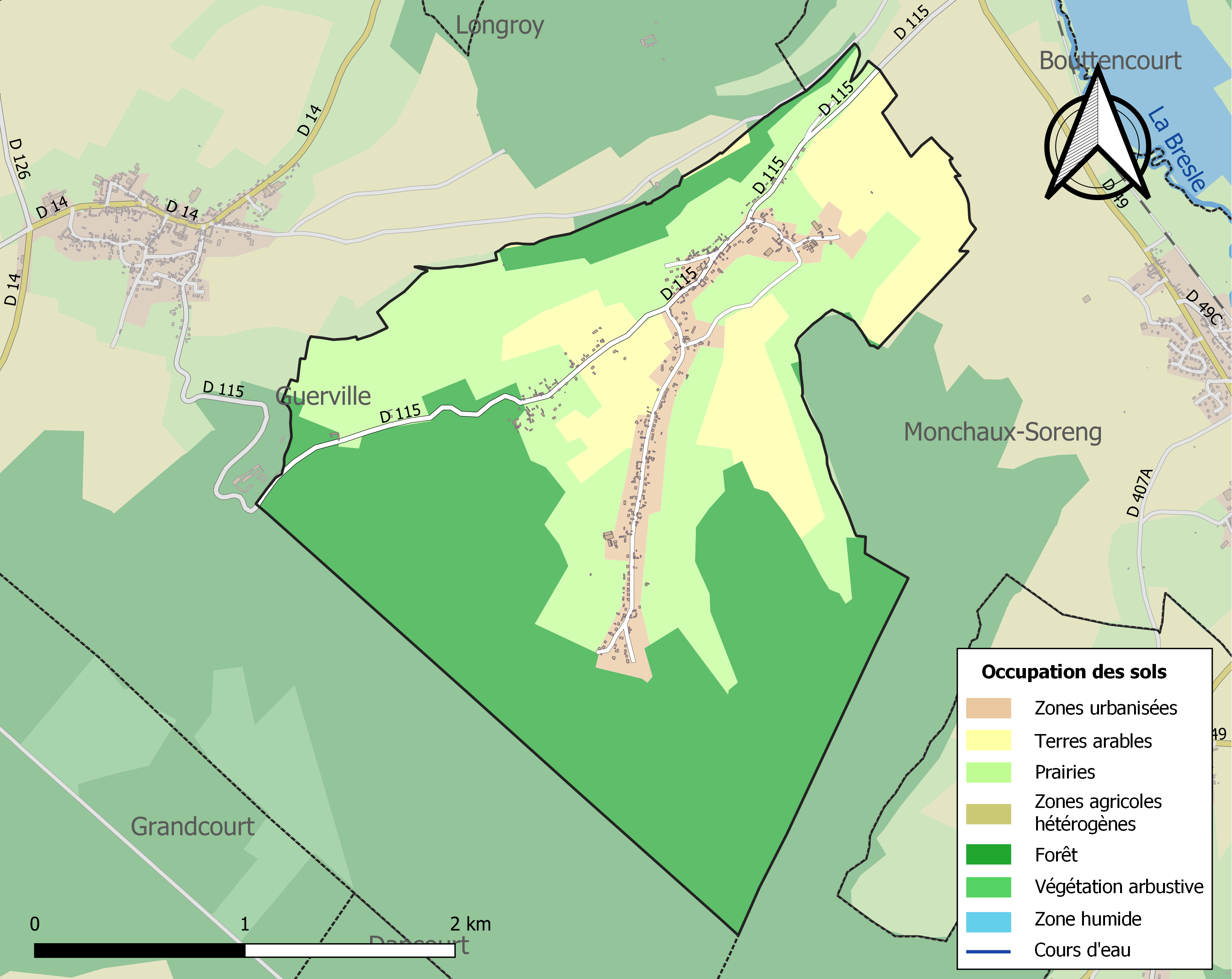
Carte des infrastructures et de l'occupation des sols de la commune en 2018 (CLC).

## Toponymie
Le nom de la localité est attesté sous la forme Basinval en 1059, Bazinval en 1715 (Frémont).
Sa signification pourrait être « val de Basinus », nom d'homme de type germanique qu'on retrouve dans Bazincourt (Eure) et qui se perpétue dans le nom de famille Bazin.

## Histoire
Au Moyen Âge, l'abbé de Saint-Michel du Tréport est décimateur dans la paroisse de Bazinval. Le dixmage de Bazinval est délaissé aux religieux de abbaye Notre-Dame de Séry en 1547.

## Politique et administration

### Liste des maires
| Période                                  | Période                   | Identité        | Étiquette | Qualité                                                  |
| ---------------------------------------- | ------------------------- | --------------- | --------- | -------------------------------------------------------- |
| Les données manquantes sont à compléter. |                           |                 |           |                                                          |
| 1912                                     |                           | Amand Guichard  |           |                                                          |
| avant 1981                               | ?                         | Serge Renoire   |           |                                                          |
| avant 1995                               | ?                         | Michel Delmarre | DVD       |                                                          |
| mars 2001                                | En cours (au 31 mai 2020) | Daniel Houzelle |           | Retraité de l'hôtellerie Réélu pour le mandat 2020-2026, |

### Distinctions et labels
En 2018, la commune reçoit sa deuxième fleur au concours des villes et villages fleuris, pour récompenser ses efforts de fleurissement. La localité avait obtenu le grand prix spécial du jury départemental et sa première fleur près de dix ans auparavant.

## Population et société

### Démographie
L'évolution du nombre d'habitants est connue à travers les recensements de la population effectués dans la commune depuis 1793. Pour les communes de moins de 10 000 habitants, une enquête de recensement portant sur toute la population est réalisée tous les cinq ans, les populations de référence des années intermédiaires étant quant à elles estimées par interpolation ou extrapolation. Pour la commune, le premier recensement exhaustif entrant dans le cadre du nouveau dispositif a été réalisé en 2008.

En 2022, la commune comptait 410 habitants, en évolution de −1,44 % par rapport à 2016 (Seine-Maritime : +0,35 %, France hors Mayotte : +2,11 %).
| 1793 | 1800 | 1806 | 1821 | 1831 | 1836 | 1841 | 1846 | 1851 |
| ---- | ---- | ---- | ---- | ---- | ---- | ---- | ---- | ---- |
| 320  | 331  | 382  | 399  | 420  | 428  | 437  | 460  | 458  |

| 1856 | 1861 | 1866 | 1872 | 1876 | 1881 | 1886 | 1891 | 1896 |
| ---- | ---- | ---- | ---- | ---- | ---- | ---- | ---- | ---- |
| 461  | 444  | 406  | 363  | 377  | 330  | 324  | 300  | 300  |

| 1901 | 1906 | 1911 | 1921 | 1926 | 1931 | 1936 | 1946 | 1954 |
| ---- | ---- | ---- | ---- | ---- | ---- | ---- | ---- | ---- |
| 248  | 267  | 259  | 242  | 241  | 247  | 223  | 231  | 281  |

| 1962 | 1968 | 1975 | 1982 | 1990 | 1999 | 2006 | 2008 | 2013 |
| ---- | ---- | ---- | ---- | ---- | ---- | ---- | ---- | ---- |
| 283  | 285  | 304  | 330  | 335  | 299  | 329  | 338  | 396  |

| 2018 | 2022 | - | - | - | - | - | - | - |
| ---- | ---- | - | - | - | - | - | - | - |
| 414  | 410  | - | - | - | - | - | - | - |

### Enseignement
Au niveau de l'enseignement primaire, les communes de Rieux, Bazinval et Monchaux-Soreng sont associées au sein d'un regroupement pédagogique pour l'accueil de leurs élèves. La commune gère une école à deux classes pour l'année scolaire 2018-2019.
Elle compte alors 41 élèves.

## Culture locale et patrimoine

### Lieux et monuments

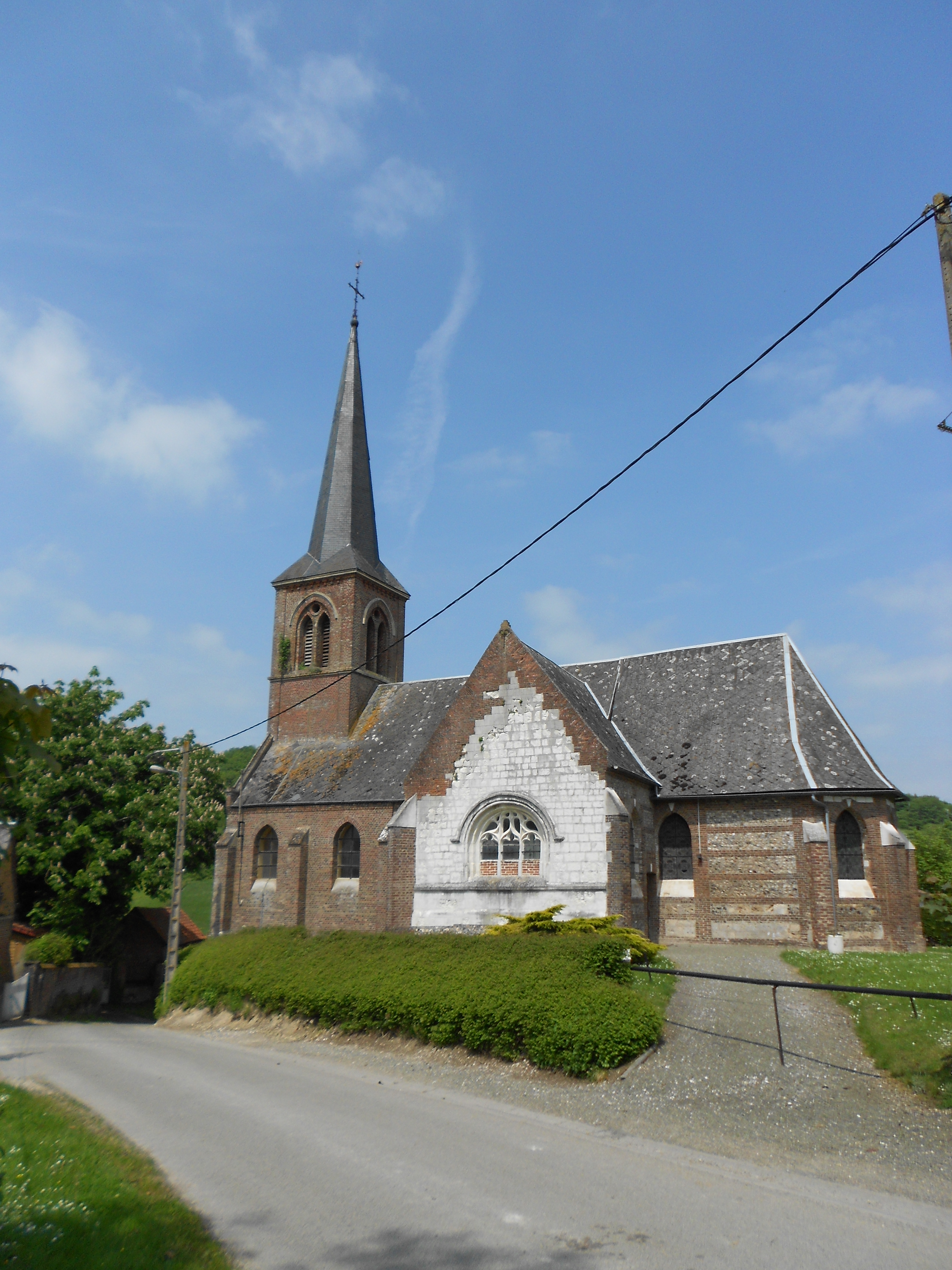
Église de Bazinval.

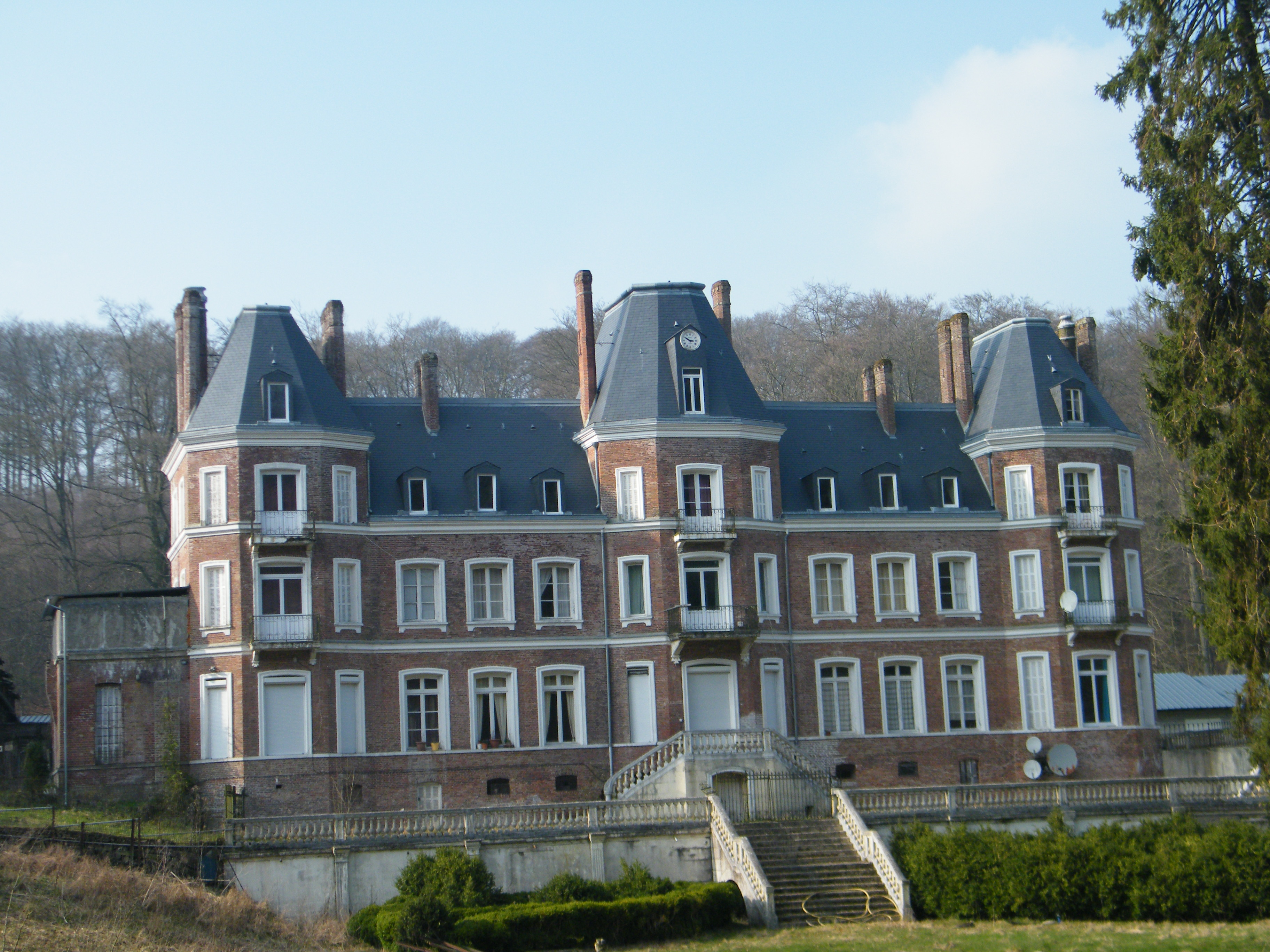
Château de la Grande Vallée.

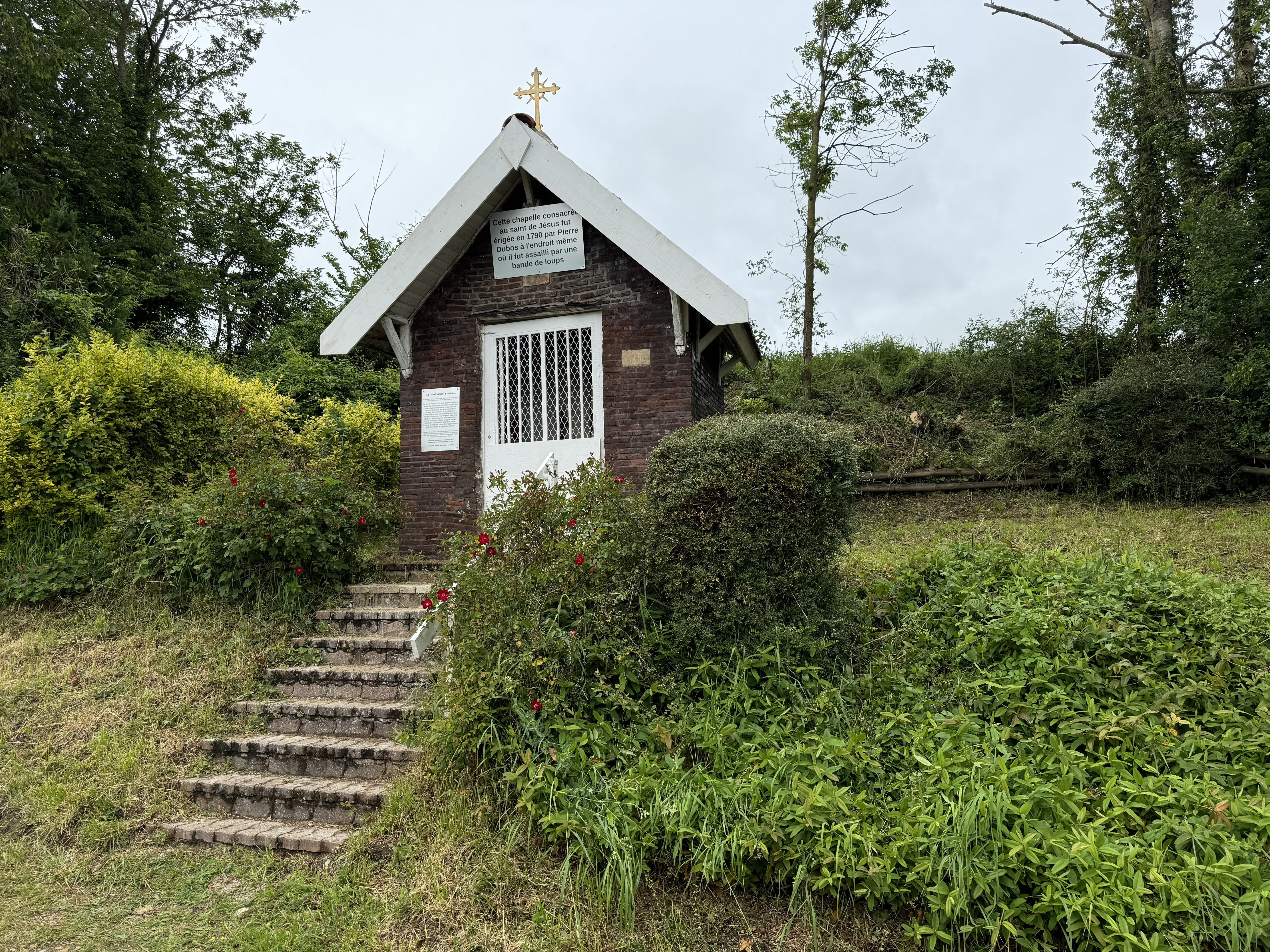
Chapelle Dubos

- Chapelle DubosLa chapelle Dubos de 1790 se situe sur la route de Guerville. Elle est aussi appelée la chapelle aux Loups : Pierre Dubos a fait construire cet édifice en remerciement, après être sorti vivant d'une attaque de loups[26].
- L'église Saint-Martin appartient également au patrimoine communal.
- Le château de la Grande Vallée.

### Héraldique
| Blason de Bazinval | Blason  | Parti: au 1er d'or à la tête de loup contournée de sable lampassée de gueules, au 2e de sinople à l'épée d'argent versée en barre; le tout sommé d'un chef de gueules au léopard d'or armé et lampassé d'azur. |
| Blason de Bazinval | Détails | Le léopard d'or sur champ de gueules rappelle les armes de la Normandie. Création Jean-François Binon. Adopté le 6 décembre 2018.                                                                              |